# Mary Kay and Johnny
Mary Kay and Johnny è una serie televisiva statunitense in 299 episodi trasmessi per la prima volta nel corso di 3 stagioni dal 1947 al 1950. 
È in assoluto la prima sitcom ad essere trasmessa alla televisione americana. La storia descrive le tante piccole vicende di una coppia, Mary Kay e Johnny, novelli sposi nella finzione così come nella vita reale. A causa dell'età, il neonato "Christopher William" (figlio reale della coppia dei protagonisti) non può essere propriamente definito un attore bambino. Ha tuttavia il primato di essere stato il primo bambino della cui imminente nascita sia stato fatto partecipe il pubblico dei telespettatori, che lo vedrà poi crescere in tempo reale all'interno della serie televisiva. La presenza del bambino non era programmata. Quando la madre restò incinta si cercò per qualche tempo di nascondere la gravidanza. Poi si decise che la cosa migliore era di inserire il nuovo arrivato come personaggio nella vicenda. Una settimana dopo la sua nascita faceva già il suo debutto sullo schermo, il 31 dicembre 1948. La serie del resto si contraddistinse per un approccio molto diretto e realistico alla vita matrimoniale (il piccolo appartamento aveva una sola camera e un solo letto), rispetto alle rigide convenzioni moralistiche che a lungo si seguiranno nelle sitcom successive.
I primi episodi furono trasmessi dal vivo, solo nel 1948 si cominciò a registrarli. Copie dei episodi sopravvissero fino agli anni settanta quando gli archivi furono distrutti. Soltanto pochi frammenti del programma sono oggi ancora visibili.
Allora non vi erano ancora strumenti per misurare il gradimento, né studi specifici sull'efficacia della pubblicità televisiva. Per avere un'idea della popolarità del programma, la casa farmaceutica che lo sponsorizzava promise di regalare 200 specchietti da toeletta a quanti per primi rispondessero al loro avviso. Arrivarono quasi 9.000 lettere, a conferma della straordinaria presa del nuovo mezzo di comunicazione.

## Trama
Mary Kay e Johnny Stearns sono marito e moglie. Lui è un impiegato di banca, lei una casalinga un po' eccentrica. Vivono in un appartamento a Greenwich Village a New York. Affrontano i mille piccoli problemi di vita quotidiana e eventi importanti come la nascita del loro bambino.

## Produzione
La serie fu prodotta negli Stati Uniti da DuMont Television Network (1947-48), NBS (1948-49, 1950), e CBS (1949). Le riprese furono effettuate in studio a New York e Filadelfia.

## Distribuzione
Distribuita da DuMont Television Network (1947-48), NBS (1948-49, 1950), e CBS (1949), la serie fu trasmessa negli Stati Uniti da questi canali televisivi dal 18 novembre 1947 all'11 marzo 1950.